# Intel 8754
Intel 8754 je osmibitový jednočipový mikropočítač společnosti Intel, patří do rodiny MCS-51. Parametry:
- 16 KiB programové paměti EPROM (nebo ROM)
- 256 bajtů datové paměti RAM
- 4 osmibitové I/O porty
- frekvence 12,2 MHz
- pouzdro DIP-40